# Rajd Meksyku 2011
Rajd Meksyku był 2. rundą Rajdowych Mistrzostw Świata 2011. Rajd odbył się w dniach 3–6 marca, jego bazą było León. Rajd był także 1. rundą Mistrzostw Świata Samochodów S2000 (SWRC).
Rajd wygrał Sébastien Loeb, było to jego 63. zwycięstwo w karierze, 1. w sezonie oraz 5. z rzędu w Rajdzie Meksyku. Drugie miejsce zajął Mikko Hirvonen, a trzeci był Jari-Matti Latvala. Rajdu nie ukończył Sébastien Ogier, który walcząc o utrzymanie prowadzenia w rajdzie urwał koło na pierwszym odcinku trzeciego dnia.
W kategorii SWRC najszybszy był Nasser Al-Attiyah, jednak został on zdyskwalifikowany z powodów technicznych i ostatecznie wygrał Martin Prokop.

## Klasyfikacja ostateczna
| Msc.     | Kierowca           | Pilot                | Samochód           | Czas      | Strata     | Grupa | Punkty |
| -------- | ------------------ | -------------------- | ------------------ | --------- | ---------- | ----- | ------ |
| 1.       | Sébastien Loeb     | Daniel Elena         | Citroën DS3 WRC    | 3:53:17.0 | 0.0        | WRC M | 27     |
| 2.       | Mikko Hirvonen     | Jarmo Lehtinen       | Ford Fiesta RS WRC | 3:54:55.4 | 1:38.4     | WRC M | 21     |
| 3.       | Jari-Matti Latvala | Miikka Anttila       | Ford Fiesta RS WRC | 3:55:40.9 | 2:23.9     | WRC M | 15     |
| 4.       | Petter Solberg     | Chris Patterson      | Citroën DS3 WRC    | 4:00:35.4 | 7:18.4     | WRC M | 13     |
| 5.       | Mads Østberg       | Jonas Andersson      | Ford Fiesta RS WRC | 4:02:00.5 | 8:43.5     | WRC M | 10     |
| 6.       | Henning Solberg    | Ilka Minor           | Ford Fiesta RS WRC | 4:03:07.0 | 9:50.0     | WRC M | 8      |
| 7.       | Martin Prokop      | Jan Tománek          | Ford Fiesta S2000  | 4:06:52.0 | 13:35.0    | 2     | 6      |
| 8.       | Juho Hänninen      | Mikko Markkula       | Škoda Fabia S2000  | 4:08:05.7 | 14:48.7    | 2     | 4      |
| 9.       | Federico Villagra  | Jorge Pérez Companc  | Ford Fiesta RS WRC | 4:41:34.2 | 48:17.2    | WRC M | 2      |
| 10.      | Ott Tänak          | Kuldar Sikk          | Ford Fiesta S2000  | 4:46:59.8 | 53:42.8    | 2     | 1      |
|          |                    |                      |                    |           |            |       |        |
| 12.      | Ken Block          | Alessandro Gelsomino | Ford Fiesta RS WRC | 4:57:21.7 | +1:04:04.7 | WRC M |        |
| SWRC     |                    |                      |                    |           |            |       |        |
| 1. (7.)  | Martin Prokop      | Jan Tománek          | Ford Fiesta S2000  | 4:06:52.0 | 0.0        | 2     | 25     |
| 2. (8.)  | Juho Hänninen      | Mikko Markkula       | Škoda Fabia S2000  | 4:08:05.7 | 1:13.7     | 2     | 18     |
| 3. (10.) | Ott Tänak          | Kuldar Sikk          | Ford Fiesta S2000  | 4:46:59.8 | 40:07.8    | 2     | 15     |
| 4. (15.) | Karl Kruuda        | Martin Järveoja      | Škoda Fabia S2000  | 5:06:17.4 | 59:25.4    | 2     | 12     |

1. ↑  Litera M przy oznaczeniu grupy do której należy samochód oznacza, iż tylko ci kierowcy zdobywali punkty dla swoich zespołów liczonych w klasyfikacji producentów na koniec sezonu.

### Odcinki specjalne
| Dzień       | Odcinek | Godz. rozp. | Nazwa                   | Długość  | Zwycięzca          | Czas    | Średnia prędkość | Lider rajdu     |
| ----------- | ------- | ----------- | ----------------------- | -------- | ------------------ | ------- | ---------------- | --------------- |
| 1 3–4 marca | OS1     | 20:06       | Guanajuato Street Stage | 1,05 km  | Petter Solberg     | 0:53.2  | 71,05 km/h       | Petter Solberg  |
| 1 3–4 marca | OS2     | 08:43       | Alfaro 1                | 26,01 km | Sébastien Ogier    | 15:30.7 | 100,61 km/h      | Sébastien Ogier |
| 1 3–4 marca | OS3     | 10:16       | Ortega 1                | 23,83 km | Sébastien Ogier    | 13:58.5 | 102,31 km/h      | Sébastien Ogier |
| 1 3–4 marca | OS4     | 11:04       | El Cubilete 1           | 18,87 km | Sébastien Loeb     | 11:42.1 | 96,76 km/h       | Sébastien Ogier |
| 1 3–4 marca | OS5     | 12:12       | León Street Stage 1     | 1,33 km  | Sébastien Loeb     | 1:17.4  | 61,86 km/h       | Sébastien Loeb  |
| 1 3–4 marca | OS6     | 13:47       | Alfaro 2                | 26,01 km | Sébastien Ogier    | 15:16.6 | 102,16 km/h      | Sébastien Ogier |
| 1 3–4 marca | OS7     | 15:20       | Ortega 2                | 23,83 km | Sébastien Ogier    | 13:48.0 | 103,61 km/h      | Sébastien Ogier |
| 1 3–4 marca | OS8     | 16:08       | El Cubilete 2           | 18,87 km | Sébastien Loeb     | 11:33.9 | 97,90 km/h       | Sébastien Ogier |
| 1 3–4 marca | OS9     | 19:45       | Super Special 1         | 2,21 km  | Sébastien Loeb     | 1:39.7  | 79,80 km/h       | Sébastien Ogier |
| 1 3–4 marca | OS10    | 19:50       | Super Special 2         | 2,21 km  | Sébastien Ogier    | 1:37.9  | 81,27 km/h       | Sébastien Ogier |
| 2 5 marca   | OS11    | 08:54       | Ibarrilla 1             | 29,90 km | Sébastien Loeb     | 18:25.8 | 97,34 km/h       | Sébastien Loeb  |
| 2 5 marca   | OS12    | 10:17       | Duarte 1                | 23,27 km | Petter Solberg     | 17:57.8 | 77,72 km/h       | Sébastien Loeb  |
| 2 5 marca   | OS13    | 11:08       | Derramadero 1           | 23,28 km | Petter Solberg     | 13:58.7 | 99,93 km/h       | Sébastien Loeb  |
| 2 5 marca   | OS14    | 12:11       | León Street Stage 2     | 1,33 km  | Sébastien Loeb     | 1:16.9  | 62,26 km/h       | Sébastien Loeb  |
| 2 5 marca   | OS15    | 13:57       | Ibarrilla 2             | 29,90 km | Petter Solberg     | 18:11.8 | 98,59 km/h       | Sébastien Ogier |
| 2 5 marca   | OS16    | 15:20       | Duarte 2                | 23,27 km | Petter Solberg     | 17:34.2 | 79,46 km/h       | Sébastien Ogier |
| 2 5 marca   | OS17    | 16:11       | Derramadero 2           | 23,28 km | Jari-Matti Latvala | 13:49.7 | 101,01 km/h      | Sébastien Ogier |
| 2 5 marca   | OS18    | 19:43       | Super Special 3         | 2,21 km  | Sébastien Loeb     | 1:38.4  | 80,85 km/h       | Sébastien Ogier |
| 2 5 marca   | OS19    | 19:48       | Super Special 4         | 2,21 km  | Sébastien Loeb     | 1:37.0  | 82,02 km/h       | Sébastien Ogier |
| 3 6 marca   | OS20    | 08:28       | Guanajuatito            | 29,13 km | Sébastien Loeb     | 20:10.2 | 86,65 km/h       | Sébastien Loeb  |
| 3 6 marca   | OS21    | 09:51       | Comanjilla              | 24,59 km | Jari-Matti Latvala | 15:11.3 | 97,14 km/h       | Sébastien Loeb  |
| 3 6 marca   | OS22    | 11:06       | Guanajuato Power Stage  | 8,28 km  | Mikko Hirvonen     | 4:40.4  | 106,31 km/h      | Sébastien Loeb  |

### Power Stage
| Miejsce | Kierowca       | Czas   | Różnica | Średnia prędkość | Punkty |
| ------- | -------------- | ------ | ------- | ---------------- | ------ |
| 1       | Mikko Hirvonen | 4:40.4 | 0.0     | 106,31 km/h      | 3      |
| 2       | Sébastien Loeb | 4:42.5 | +2.1    | 105,52 km/h      | 2      |
| 3       | Petter Solberg | 4:42.5 | +2.1    | 105,52 km/h      | 1      |

## Klasyfikacja po 2 rundzie

### Kierowcy
| Lp. | Kierowca             | Pkt |
| --- | -------------------- | --- |
| 1   | Mikko Hirvonen       | 46  |
| 2   | Sébastien Loeb       | 37  |
| 3   | Jari-Matti Latvala   | 31  |
| 4   | Mads Østberg         | 28  |
| 5   | Petter Solberg       | 23  |
| 6   | Sébastien Ogier      | 15  |
| 7   | Henning Solberg      | 8   |
| 8   | Per-Gunnar Andersson | 6   |
| 9   | Martin Prokop        | 6   |
| 10  | Kimi Räikkönen       | 4   |

### Producenci
| Lp. | Producent            | Pkt |
| --- | -------------------- | --- |
| 1   | BP Ford WRT          | 73  |
| 2   | Citroen WRT          | 47  |
| 3   | Stobart Ford         | 36  |
| 4   | Petter Solberg WRT   | 12  |
| 5   | Ice 1 Racing         | 8   |
| 6   | Team Abu Dhabi       | 6   |
| 7   | Monster WRT          | 6   |
| 8   | Munchi’s Ford WRT    | 6   |
| 9   | FERM Power Tools WRT | 4   |